# Істомін Олександр Несторович
Олександр Нестерович Істомін (нар. 22 січня 1925) — український футбольний арбітр.
15 квітня 1958 року розпочав арбітраж поєдинків чемпіонату СРСР серед команд класу «А». Разом з Петром Гавріліаді та Миколою Гізієвим обслуговував матч між «Шахтарем» і московським «Спартаком». З 28 грудня 1967 року — суддя всесоюзної категорії.
Останній матч провів 3 серпня 1971 року. У Москві місцеве «Динамо» зіграло внічию з алма-атинським «Кайратом». До складу суддівської бригади у тому матчі також входили Борис Стрілецький і Анзор Пейкрішвілі. Всього у вищій лізі чемпіонату СРСР провів 18 ігор.